# Aldeia da Carlota
A Aldeia de Carlota tem sua história intimamente ligada à história do Quilombo do Piolho. Fundada sob os auspícios do capitão-general de Mato Grosso Luís de Albuquerque de Melo Pereira e Cáceres, sua população originalmente integrava o remanescente do Quilombo do Piolho, destruído em 1791.